# Малан-Зурхен
Мала́н-Зурхе́н — бессточное озеро в Джергинском заповеднике на территории Бурятии, расположено на западе Амутской котловины.
Площадь озера — 1,28 км², площадь водосборного бассейна — 22,8 км².
Озеро известно своими колебаниями воды. За последние 30 лет колебание уровня озера достигало 4 метров, а объём воды увеличивался и уменьшался на 9 млн м³.